# Olintho de Almeida Campos
Olintho de Almeida Campos (Soledade, 7 de janeiro de 1910) é um advogado e político brasileiro.
Casou com Talita Dantas de Campos.
Foi candidato a deputado estadual à Assembleia Legislativa de Santa Catarina pelo Partido Social Progressista (PSP), recebendo 1.576 votos e ficando na posição de suplente, foi convocado e assumiu o cargo para a 2ª Legislatura (1951-1955).